# Ibn Dihya al-Kalby
Umar bin al-Hasan bin Ali bin Muhammad bin al-Jamil bin Farah bin Khalaf bin Qumis bin Mazlal bin Malal bin Badr bin Dihyad bin Farwah, más conocido como Ibn Dihya al-Kalbi (en árabe: ابن دحية الكلبي) (Valencia, 1150 - El Cairo, 1235), fue un erudito moro especializado tanto en idioma árabe como en estudios islámicos, y miembro del Ahlul Bayt. Él prefirió apellidarse Abu al-Khattab, aunque en varias ocasiones también ha sido referenciado como Ibn al-Jumayyil, Majd al-Din, Abu al-Fadl, o sencillamente Ibn Dihya.

## Linaje
Kalbi afirmó ser descendiente paterno de un destacado compañero del profeta islámico Mahoma y descendiente materno del propio Mahoma. El padre de Kalbi remontó sus raíces al antiguo diplomático Dihyah Kalbi, mientras que s madre rastreó las suyas hasta el tercer califa Ali Ibn Abi Tálib, a través de su hijo (y nieto de Mahoma) Husáin ibn Ali.  De su madre Amat Allah, trazó su línea de sangre materna a través de Abu Abdillah bin Abul-Bassam Musa bin Abdullah bin Abdullah bin al-Hussein bin Ja'far bin Ali bin Muhammad bin Ali bin Musa bin Ja'far bin Muhammaf bin Ali bin al-Hussein bin Ali bin Abi Talib; la atribución hacia el profeta Mahoma, en este punto en la línea, es también materno cuando Ali se casó con la hija del profeta Fátima az-Zahra.

## Biografía

### Primeros años
Mientras Ibn Diyha es generalmente reconocido para haber nacido en Valencia, se han dado informes contradictorios sobre la fecha de nacimiento exacta de Kalbi. Ibn Khallikan sostuvo su opinión de que Kalbi nació en marzo de 1150, a pesar del hecho de que el hijo y sobrino de Kalbi, le informó que él nació en febrero de 1152.
Inicialmente, Kalbi realizó sus estudios del Hadiz en Al-Ándalus, visitando todas las ciudades importantes del país, y aprendiendo de sus ulemas y académicos. Para continuar sus estudios, viajó desde Al-Ándalus hacia Marrakech, Marruecos. Posteriormente, su estudio sobre el hadiz lo llevó a Túnez en 1212, luego a través de África y después hacia Egipto, el Levante mediterráneo, Bagdad, Erbil y Wasit en Irak, y Isfahán y Nisapur  en el Gran Jorasán. Kalbi fue estudiante de Ibn Maḍāʾ, juez principal del Imperio almohade, y tenía un inmenso respeto hacia su maestro, a quién se refería como el ''líder de todos los gramáticos."

### Carrera
Además de su renombre como experto lingüístico, Kalbi se consideró un experto en el área del Hadiz, el cual era su principal área de estudio, aun cuando su fama provino principalmente por sus conocimientos en gramática árabe y filología.  Su número de estudiantes fue considerado alto y sus cadenas de narración es reconocida por expertos posteriores del campo. Varios de estos expertos también narraron directamente de él o de su cadena, como Ibn al-Salah.
Mientras estaba en Al-Ándalus, Kalbi fue nombrado juez de Denia por los almohades, pero renunció a su cargo tras la reacción pública, luego de que sentenciara a un convicto a un castigo cruel e inusual. Tras su renuncia, decidió ir en búsqeuda de mayor educación en el oriente musulmán. Después de estudiar el Sahih Muslim en Túnez en 1198,  realizó Hach en La Meca y estuvo por un tiempo en Egipto. Encontró mayor conocimiento en el campo de los hadices en Siria, Irak y en Nisapur, localizado al este de Persia, antes de volver a Egipto.
Kalbi fue maestro del sultán ayubí Al-Kamil, a quien le enseñó materias académicas y códigos apropiados durante su juventud tardía. Años después, Al-Kamil ordenó construir una escuela solamente para Kalbi, para que enseñara y siguiera con sus estudios en el Hadiz. Eventualmente, Al-Kamil reemplazó a Kalbi por su hermano mayor Abu Amr bin Dihya al-Kalbi, también un experto en el idioma árabe, como director de la escuela, posición que este último ocuparía hasta su muerte.

### Muerte
Kalbi falleció en El Cairo, el martes 14 del calendario musulmán Rabi' al-Awwal, en el año 633 de la Hégira, correspondiente a noviembre de 1235. Según el calendario musulmán tenía 89 años, pero el calendario gregoriano afirma que tenía 86 años. Su muerte fue en la dinastía ayubí, que actualmente sería Egipto.
Fue sepultado al pie de la cordillera Mokattam, ubicado al sureste de El Cairo. Su hermano mayor, Abu Amr, murió casi dos años más tarde, en enero de 1237; también murió en un día martes, y también fue sepultado al pie de la misma cordillera.
La evaluación hacia las contribuciones de Kalbi en los estudios islámicos ha sido difícil, debido a su naturaleza controversial entre los historiadores musulmanes durante la Edad Media. Los críticos musulmanes de Oriente han acusado a Kalbi de plagio y deshonestidad, mientras que los musulmanes de Occidente han elogiado enormemente a Kalbi en relación con su educación y esfuerzos en el aprendizaje.

## Obras
A petición de Al-Kamil, Kalbi redactó su obra más célebre: "al-Motrib min Ashaar Ahl al-Maghrib" "en árabe: المطرب من أشعار أهل المغرب‎: " (traducido libremente: Rimas de la poesía de los habitantes del Magreb), el cual consiste en una colección de breves biografía de los poetas de Al-Ándalus y Marruecos, incluyendo sus poemas más famosos. Su trabajo es extremadamente valioso, ya que se conservaron algunas de las tradiciones orales de su época, así como los detalles de la vida de esos poetas.